# Parafia Ducha Świętego w Krośnie
Parafia Ducha Świętego w Krośnie – rzymskokatolicka parafia należąca do dekanatu Krosno II, w archidiecezji przemyskiej. Jest obsługiwana przez księży michalitów.

## Historia
1 stycznia 1925 roku wieś Krościenko Niżne został włączona w granice miasta Krosna.  
W 1979 roku bp Ignacy Tokarczuk zaproponował kapucynom, aby na terenie swojej parafii w dzielnicy Krościenko Niżne w Krośnie utworzyli ośrodek duszpasterski, a gdy odmówili - zwrócił się do Michalitów, którzy propozycję przyjęli. 31 sierpnia 1980 roku bp Tadeusz Błaszkiewicz dokonał otwarcia ośrodka duszpasterskiego w domu ofiarowanym przez Zygmunta Moskala. 
W latach 1980–1981 zbudowano drewniany kościół, według projektu ks. Tadeusza Stawiarskiego, który 9 sierpnia 1981 roku został poświęcony przez bpa Ignacego Tokarczuka, pw. Ducha Świętego. 12 sierpnia 1981 roku została erygowana parafia z wydzielonego terytorium parafii Podwyższenia Krzyża Świętego. 29 września 1988 roku został ustanowiony dom zakonny Michalitów.
W 25 kwietnia 2024 roku otrzymano zezwolenie na budowę kościoła. 19 maja 2024 roku przełożony generalny michalitów ks. Dariusz Wilk poświęcił plac pod budowę nowego kościoła. W czerwcu 2024 roku rozpoczęto budowę nowego kościoła, według projektu arch. inż. Andrzeja Węgrzynowicza.
Proboszczami parafii byli m.in.: ks. Józef Wojnowski CSMA (od 1981), ks. Tadeusz Musz CSMA, ks. Stanisław Morawski CSMA (2010–2019).

## Terytorium parafii
Na terenie parafii jest 4 985 wiernych mieszkających przy ulicach: Asnyka, Armii Krajowej (numery parzyste), Bohaterów Westerplatte (nr 14, 16, 17, 18, 18a, 20c, 21, 23, 25, 26, 27, 28, 30, 32, oraz domy jednorodzinne nr 1-20b), Chopina, Gałczyńskiego, Hallera (nr 8, 10), Lunaria, Lwowska (numery 25-47, numery nieparzyste od stacji PKP w kierunku Iwonicza), Łąkowa, Mickiewicza (numery 17, 19, 29), Powstańców Śląskich (oprócz numerów 1, 3, 5, 7, 9), Różana, Sikorskiego (nr 13a, 16a, i domy jednorodzinne), Ślączka, Wiklinowa, Wieniawskiego, Żeromskiego.

## Znani duchowni
- ks. Władysław Findysz (1907–1964) – duchowny represjonowany przez władze komunistyczne, błogosławiony kościoła katolickiego